# 沈明才
沈明才（1955年—），江苏苏州人，汉族，中华人民共和国政治人物、第十一届全国人民代表大会浙江地区代表。
毕业于澳大利亚国立大学工商管理专业，是中共党员。担任中国联通浙江省分公司总经理。2008年起担任全国人大代表。